# Oskar-Kokoschka-Preis

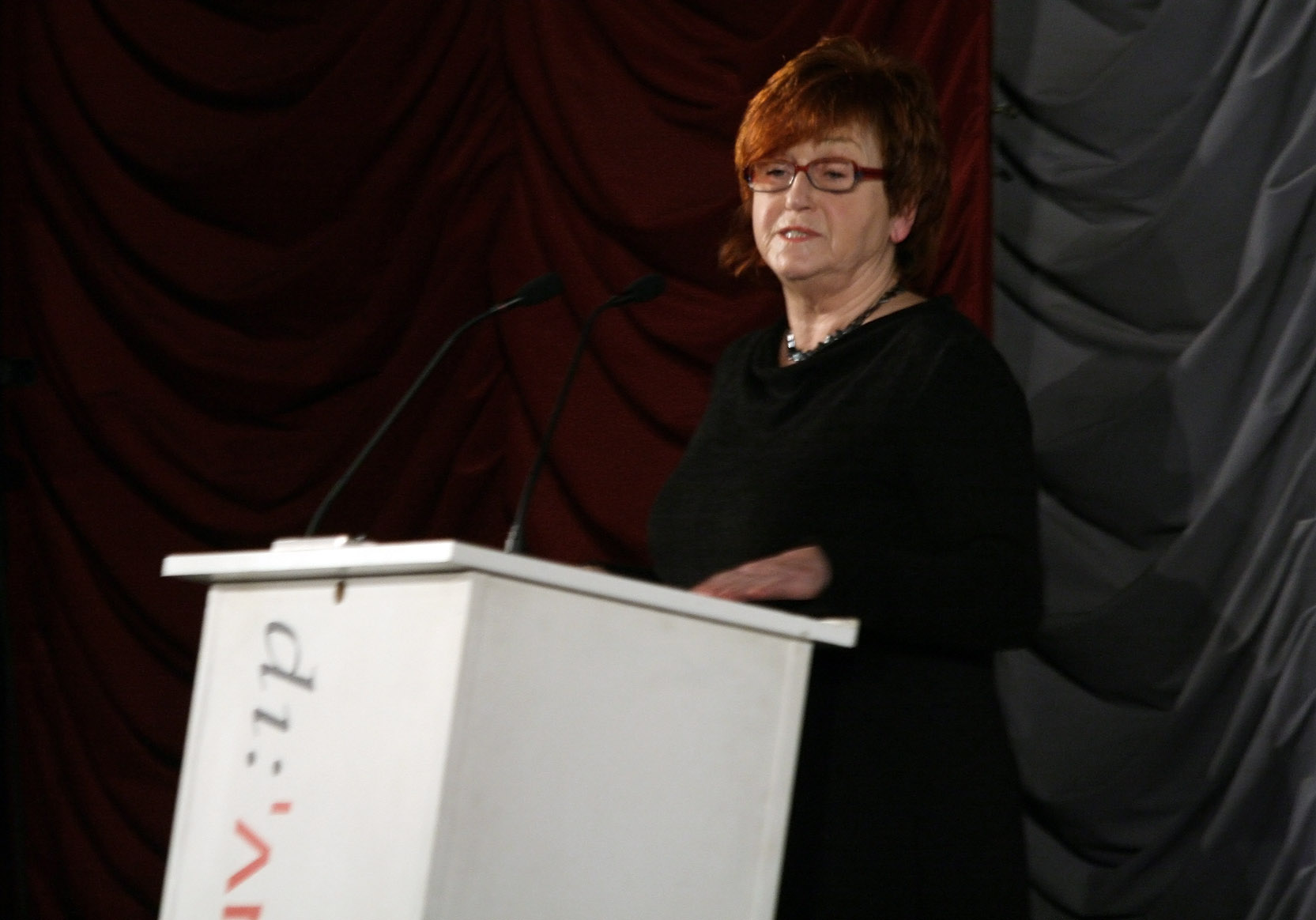
VALIE EXPORT, Preisträgerin des Jahres 2000, hält die Laudatio für Yoko Ono (2012)

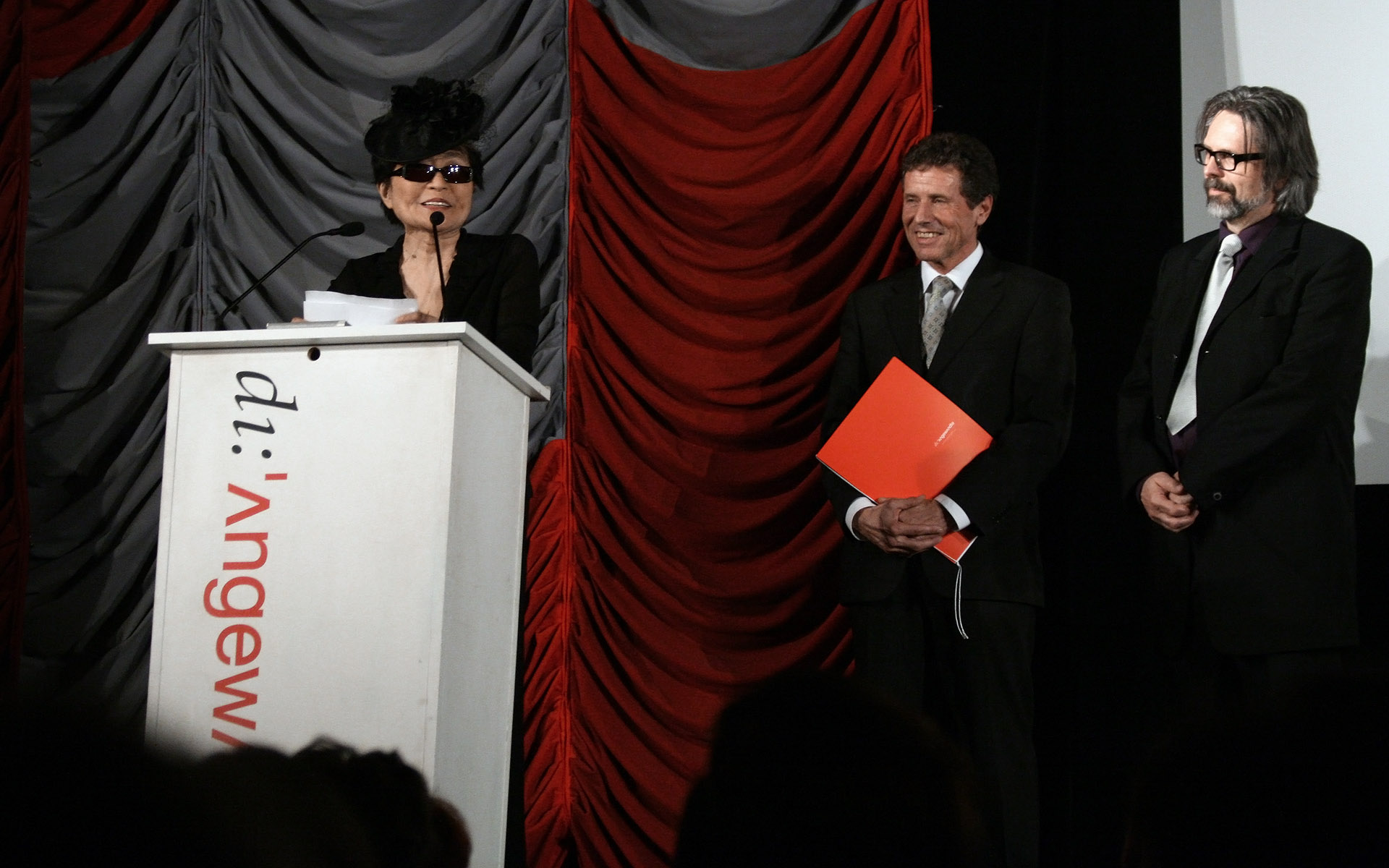
Yoko Ono, Preisträgerin 2012, mit Rektor Gerald Bast und Minister Karlheinz Töchterle

Der Oskar-Kokoschka-Preis ist ein Staatspreis der österreichischen Bundesregierung und wird seit 1980 alle zwei Jahre, jeweils am 1. März, dem Geburtstag Oskar Kokoschkas (1886–1980), vom Bundesministerium für Wissenschaft und Forschung für hervorragende Leistungen auf dem Gebiet der bildenden Kunst vergeben. Vorsitzender der Jury ist der jeweilige Rektor der Universität für angewandte Kunst Wien. Der Preis ist mit 20.000 Euro dotiert.
In den 1960er Jahren wurde auch von der Stadt Salzburg ein Oskar-Kokoschka-Preis verliehen.

## Österreichischer Staatspreis für bildende Kunst
- 1924: Franz Gruber-Gleichenberg Österreichischer Staatspreis für Malerei
- 1930: Robert Eigenberger Österreichischer Staatspreis für Malerei
- 1934: Walter Ritter
- 1937: Alexander Silveri
- 1961: Elfriede Ettl (Bereich Aquarellistik)
- 1970: Rudolf Hausner Österreichischer Staatspreis für Malerei

## Oskar-Kokoschka-Preisträger ab 1980
- 1981: Hans Hartung
- 1983: Mario Merz
- 1985: Gerhard Richter
- 1986: Siegfried Anzinger
- 1987: Richard Artschwager (nicht angenommen)
- 1990: Gruppe der Künstler aus Gugging
- 1992: Agnes Martin
- 1994: Jannis Kounellis
- 1996: John Baldessari
- 1998: Maria Lassnig
- 2000: VALIE EXPORT
- 2002: Ilya Kabakov
- 2004: Günter Brus
- 2006: Martha Rosler
- 2008: William Kentridge[1][2]
- 2010: Raymond Pettibon[3]
- 2012: Yoko Ono[4]
- 2014: Peter Weibel
- 2016: Andrea Fraser[5]
- 2018: Martha Jungwirth[6]
- 2020: Monica Bonvicini[7]
- 2022: Lawrence Weiner,[8][9] postum
- 2024: Miriam Cahn[10][11]

## Oskar-Kokoschka-Preis der Stadt Salzburg
- 1961: Linde Waber[12]
- 1961: Gernot Rumpf (Bereich Plastik)[13]